# Ego Perron
Ego Perron (Aosta, 1967) és un polític valldostà. Treballa al departament jurídic del govern regional de la Vall d'Aosta. Alhora, milità a Unió Valldostana i fou regidor a l'ajuntament de Fénis. El 1988 fou nomenat president de les Jeunesses Valdôtaines i conseller regional a les eleccions regionals de 1993, 1998 i 2003, ocupant els càrrecs de secretari (1994-1998) i president (2002-2008) del Consell de la Vall.
Fou candidat a la Cambra dels Diputats a les eleccions legislatives italianes de 2008, però fou derrotat per Roberto Nicco. El 2008 fou nomenat president d'Unió Valldostana i ha rebut condecoracions de l'Associació "La Renaissance française".